# Nassour Ouaido
Nassour Guelendouksia Ouaido född 1947 , var regeringschef i Tchad 17 maj 1997-13 december 1999.